# FT Gern
Die Freie Turnerschaft München-Gern e.V., kurz FT Gern, entstand 1906 aus dem Zusammenschluss dreier Arbeiterturnvereine. Ihre Fußballabteilung erreichte Anfang der 1930er dreimal die Endrunde um die Meisterschaft des ATSB. Nach ihrer Zwangsauflösung 1933 durch die Nationalsozialisten wurde die Turnerschaft nach Kriegsende neu gegründet und spielt seither in niedrigklassigeren Ligen.

## Geschichte
Im Jahre 1893 gründete sich der Arbeiter-Turnverein München, der seit 1894 dem Arbeiter-Turn- und Sportbund angehörte. Aus diesem und zwei weiteren Arbeiter-Turnvereinen (Schwabing und Neuhausen-Gern) entstand im Jahr 1906 die Freie Turnerschaft München. Die Turnerschaft entwickelte sich rasch und im Jahre 1906 hatten ihre drei Abteilungen (Sendling, Schwabing und Neuhausen-Gern) insgesamt bereits 354 Mitglieder. 24 fußballbegeisterte Turner der Abteilung 3 Neuhausen-Gern gründeten am 24. Juni 1907 unter der Leitung von Hans Penninger und Sebastian Buchner in der Gerner Brauerei an der Klugstraße eine Fußballabteilung, welche innerhalb der Turnerschaft als FA Gern spielte. Bereits in den Anfangsjahren feierte der Fußballverein erste Erfolge und erspielte sich in der „Freien Vereinigung“ des damaligen Arbeitersportverbandes bis 1914 fünf Stadtmeisterschaften und 16 Pokalgewinne. Während des Ersten Weltkriegs wurde der Spielbetrieb zwangsläufig eingestellt, da viele Sportler zum Kriegsdienst einrücken mussten. 13 Sportkameraden kehrten nicht mehr zurück.
Der Sportplatz an der Klugstraße wurde 1920 in eine Heimgartenanlage umgestaltet und die Gerner spielten fortan an in der Dantestraße, wo 1924 das Dantestadion errichtet wurde. Daher wurde der Spielbetrieb ab 1924 auf den „Borussiaplatz“ südwestlich des Oberwiesenfeldes, nahe dem Leonrodplatz, verlagert. 1925 wurde die FA Gern selbständig innerhalb der FT Gern, zudem trennte sich die Abteilung der Turner aus Neuhausen-Gern vom Hauptverein und gründete den VfL München. 1927 hatte die Freie Turnerschaft München-Gern bereits über 4000 Mitglieder und war damit der größte Sportverein Süddeutschlands. 1928 erwarb der VfL München ein sieben Tagwerk großes Freizeitgrundstück in Dachau-Etzenhausen, welches nach den Wirren des Zweiten Weltkrieges der heutigen FT Gern als Rechtsnachfolger des VfL München übereignet wurde und auch heute noch den Mitgliedern zur Verfügung steht. Die FA Gern errang ab 1925 mehrere Stadt- und Kreismeisterschaften und 1927 die Bayerische Meisterschaft innerhalb der Freien Vereinigung. 1930 drangen die „Gerner“ bis ins Endspiel um die süddeutsche Meisterschaft vor, das in Frankfurt gegen den Hessenmeister ASV Frankfurt-Westend mit einer ersatzgeschwächten Mannschaft mit 3:5 verloren wurde. Auch 1931, 1932 und 1933 wurde der Verein südbayerischer Kreismeister und erreichte die Endrunde um die süddeutsche ATSB-Meisterschaft. Die drei Innenstürmer wanderten in das bürgerliche Lager (DFB) ab. Ludwig Lachner ging zum TSV 1860 München und stand später achtmal in der Nationalelf des DFB. Josef Aschenbrenner wechselte zum FSV Frankfurt, dem damals führenden Frankfurter Verein und Hans Brandmaier verließ die Gerner in Richtung DSV München, der damals einige Jahre in der höchsten Spielklasse (Gauliga) spielte. Zu dieser Zeit (1928–1931) bestritt die FA Gern ihre Heimspiele im neuerbauten Dantestadion, das aber nur bis 1931 zur Verfügung stand. 1934 wurde die „Eschbaumer Wiese“ an der Dom-Pedro-/Merianstraße gepachtet, die bis 1947 als Sportgelände genutzt werden konnte, ehe die Verkehrsplanung der Landeshauptstadt München eine Verlagerung erforderlich machte.
1933 wurde die Turnerschaft mit ihren mittlerweile zwölf Abteilungen sowie die gesamte „Freie Vereinigung“ von der NSDAP aufgelöst und enteignet. Nach einer Zeit banger Ungewissheit fanden sich schließlich die meisten Mitglieder der FA Gern im neu gegründeten Fußballverein SC Gern wieder zusammen. Zudem schlossen sich zwei Feldhandballmannschaften und einige Mitglieder des ehemaligen VfL München an. Der SC Gern fand Anschluss an den Süddeutschen Fußball-Verband und ließ in seiner Umgebung mit sehr guten Ergebnissen aufhorchen. Unter anderem wurde sogar die Gauliga-Elf des FC Wacker mit 2:1 besiegt. Trotz ihrer Spielstärke wurde die Mannschaft damals in die Kreisklasse eingeteilt. Sie gewann im ersten Jahr die Gruppenmeisterschaft und nach den anschließenden Qualifikationsspielen (u. a. gegen Wacker Burghausen) war der Aufstieg in die Bezirksklasse, die damals unter der Gauliga die zweithöchste Spielklasse war, geschafft. Der SC Gern verblieb in dieser Spielklasse bis zur Einstellung des Spielbetriebs während des Zweiten Weltkriegs. 39 Gefallene und Vermisste waren zu Kriegsende zu beklagen. Nach dem Ende des Zweiten Weltkriegs wurde die Freie Turnerschaft München-Gern neugegründet und der SC Gern schloss sich dieser an.
Die Gerner spielten von 1947 bis 1954 in der A-Klasse und wurden dabei viermal Zweiter und zweimal Dritter. 1954 gelang der größte Erfolg der Nachkriegszeit als die Saison 1953/54 mit nur vier Minuspunkten als Gruppenmeister abgeschlossen werden konnte. Nach dem Abschluss der Aufstiegsrunde, in der der ASV Dachau, TSV Trostberg, TSV Trudering, TSV Wolnzach und der SV Seeshaupt standen, war der Aufstieg in die 2. Amateurliga (vierthöchste Spielklasse) geschafft. Zwei Jahre nach dem Aufstieg konnte die Klasse nicht mehr gehalten werde und seither spielt die FT Gern zwischen Bezirksliga und B-Klasse. Im Jahr 2007 feierte die FT Gern ihren 100. Geburtstag. Höhepunkt der Feierlichkeiten war ein Freundschaftsspiel gegen den FC Bayern München, zu dem 10.000 Zuschauer ins Münchner Dantestadion strömten.
Der bekannteste Spross des Vereins ist der ehemalige Fußballspieler Philipp Lahm, der bis zum Alter von elf Jahren bei der FT Gern spielte, dann zum FC Bayern München wechselte, dort zahlreiche nationale und auch internationale Titel gewann und als Nationalspieler Weltmeister wurde. Seine Mutter Daniela ist bei der FT Gern als Jugendleiterin tätig, seine Schwester Melanie im Marketingbereich.